# Nishiwaki
Nishiwaki (jap. 西脇市 Nishiwaki-shi) – miasto w Japonii, na wyspie Honsiu, w prefekturze Hyōgo.

## Położenie
Miasto położone jest w środkowej części prefektury Hyōgo w odległości około 40 km na północ od stolicy prefektury, Kobe. Powierzchnia miasta stanowi 1,6% powierzchni prefektury. Przez miasto przepływają dwie rzeki: Kako i Sugihara. Miasto graniczy z:
- Sasayamą
- Tambą
- Katō
- Kasai

## Historia
Miejscowość powstała w 1952 r., ale dopiero 1 października 2005 r. otrzymała prawa miejskie.